# رنجة (جنس)
رَنْجَة هو جنس من الرخويات ذوات الصدفتين من عائلة Mactridae. أنواعه المعروفة قليلة العدد أعطانها أخوار ومصبات أنهر أمريكة الوسطى والجنوبية.